# اتحادات صناعية

## الاتحادات الصناعية (industry consortia)

#### تعريفها
الاتحادات الصناعية هي نوع من التجارة الإلكترونية التي تتم بين الشركات (Business to Business - B2B). توفر هذه الاتحادات بيئة تسويقية رقمية مملوكة لصناعات محددة، مثل صناعة السيارات، الطيران، المواد الكيميائية، وصناعة الخشب، حيث تسهل عمليات التبادل التجاري والتعاون بين الشركات العاملة في هذه القطاعات.

#### الخصائص
تتميز المساحات التسويقية العمودية، التي تديرها الاتحادات الصناعية، بكونها مخصصة لصناعات محددة، حيث تزود عددًا أقل من الشركات بمنتجات وخدمات تتناسب مع احتياجاتها. يختلف هذا النموذج عن المساحات التسويقية الأفقية التي تقدم منتجات وخدمات إلى نطاق أوسع من الشركات عبر مختلف القطاعات. غالبًا ما تُدار هذه الاتحادات من قبل طرف ثالث وتحظى بدعم جهات مؤثرة في القطاع الصناعي.

## المزايا والعيوب

#### المزايا
- توسيع قاعدة الإمداد، مما يمكن الشركات من الوصول إلى موردين موثوقين ومتخصصين.
- خفض تكاليف البحث والمعاملات التجارية، مما يحسن الكفاءة التشغيلية.

#### العيوب
- غالبًا ما تكون الأسعار ثابتة ومتفق عليها مسبقًا، مما قد يقلل من مرونة التسعير والتنافسية.

## الأهداف
تهدفف الاتحادات الصناعية إلى تحقيق عدة أهداف رئيسية، منها:
- تعزيز التعاقدات الشرائية طويلة الأمد، مما يوفر استقرارًا للموردين والمشترين.
- تطوير العلاقات الاستراتيجية بين الشركات وتعزيز التعاون المشترك.
- دعم واستدامة السلوك الشرائي التقليدي ضمن الصناعات المستهدفة

#### مثال بارز: Exostar
تعد Exostar نموذجًا بارزًا للاتحادات الصناعية، حيث تخدم موردي شركات الطيران والفضاء. توفر المنصة نقطة اتصال موحدة لتعزيز الأمن الإلكتروني، وتيسير العمليات التجارية، ودعم التعاون بين المصانع العالمية ومنظمات الدفاع والطيران.